# 佥事道
佥事道是一种官名。清沿明制，于各省按察使下设副职若干人，称按察使副使或按察使佥事，分巡一定地方，掌理刑名等事，是为分巡道。其由郎中、员外郎、主事、同知补授者，系“佥事” 衔， 称为佥事道，秩正五品。
乾隆十八年（1753），废按察使副使、按察使佥事之衔， 概称分巡道， 秩正四品。